# 토마스 헤슬러
토마스 위르겐 "이케" 헤슬러(Thomas Jürgen "Icke" Häßler, 1966년 5월 30일 ~ )은 독일의 은퇴한 축구 선수이다. 그는 이전에 나이지리아 축구 국가대표팀 수석코치도 역임한 경험이 있다. 헤슬러는 독일 축구 국가대표팀 일원으로 1990년 FIFA 월드컵과 UEFA 유로 1996의 우승을 경험하였다.

## 클럽 경력

### 1. FC 쾰른 (1984–1990)
헤슬러는 프로계약을 맺기 이전에 라이니켄도어퍼 퓌히세에서 활동하였다. 그는 1984년 분데스리가의 1. FC 쾰른과 계약을 체결하면서 프로 축구계에 입문하였고, 이후 성공적인 6년을 보냈으며, 팀은 1989년과 1990년에 연달아 준우승을 거두었다.

### 유벤투스 FC (1990–1991), AS 로마 (1991–1994)
이탈리아에서 열린 1990년 FIFA 월드컵에서 서독 국가대표팀 일원으로 우승을 경험한 뒤, 헤슬러는 유벤투스 FC로 1,500만 DM의 가격에 이적하였다. 그는 토리노에서 1년만 활약하였고, 이후 다른 이탈리아 클럽인 AS 로마로 1,400만 DM의 가격에 이적하였다. 로마에서는 3년간 활약하였고, 그동안 88경기에 출전하여 11골을 득점하였다.

### 카를스루에 SC (1994–1998)
1994년에 헤슬러는 분데스리가로 복귀하였다. 그는 독일 다수 빅클럽들의 구애를 뿌리치고 카를스루에 SC와 7M DM의 가격에 이적을 성사시켰는데, 이는 클럽 최대 이적료이다. 이어지는 3년간, 헤슬러는 카를스루에의 주축 선수로 활약하였고, 팀은 상위 1/3에 올라 UEFA컵 진출권을 1996-97 시즌과 1997-98 시즌에 획득하였다.
1996년 UEFA 인터토토컵 우승 이후, 카를스루에는 UEFA컵 진출권을 획득하는데 그치지 않고, 헤슬러의 친정팀 AS 로마를 토너먼트 2라운드에서 탈락시켰다. 3라운드 1차전에서 헤슬러는 브뢴비 IF를 상대로 한 쾨벤하운 원정 경기에서 두번 골문을 열고 3-1 승리를 견인하였다. 그러나, 헤슬러는 이 승리 이후 포르투나 뒤셀도르프와의 리그 경기에서 다리가 골절되는 중상을 당하였다. 헤슬러의 공백을 메꾸지 못한 카를스루에는 홈에서 열린 2차전에서 0-5 대패의 수모를 당하였다. 헤슬러는 부상 복귀 이후, 시즌 마지막 두 경기에 출전하여 팀이 1996-97 시즌을 6위로 마치도록 하였고, 그에 따라 카를스루에는 또다시 유럽대항전 진출하였다. 결국 팀은 또다시 3라운드를 통과하지 못하였다.
1997-98 시즌 말, 구단의 상황은 크게 악화되었다. 헤슬러는 프로 데뷔 이래 처음으로 강등을 경험하기 직전까지 갔다. 그는 압력에도 불구하고 또다시 특출한 기량을 보이며 막판 세 경기에서 4골을 득점하였다. 헤슬러의 활약에도 불구하고, 카를스루에는 마지막 경기에서 패하였고, 분데스리가 잔류에 실패하였다.

### 보루시아 도르트문트 (1998–1999)
클럽 계약 조약에 따라, 헤슬러는 카를스루에를 자유 이적으로 떠날 수 있었다. 그는 1997년 UEFA 챔피언스리그 우승팀 보루시아 도르트문트와 계약하였다. 그는 그곳에서 훗날 독일 축구 국가대표팀 감독이 되는 미하엘 스키베를 만났는데, 그는 당시 32세로 분데스리가 역대 최연소 감독이었다. 시즌 도중, 헤슬러는 스키베와 불화를 겪었는데, 이는 스키베가 안드레아스 묄러를 더 중용하며 야기되었다. 결국, 헤슬러는 18경기 출전에 그쳤고, 풀타임 출장 경기는 한 경기도 없었다.

### TSV 1860 뮌헨 (1999–2003)
그는 도르트문트에서의 실망스러운 생활 이후, 바이에른 주를 연고로 하는 TSV 1860 뮌헨과 계약을 체결하였다. 그는 뮌헨에서 성공적인 4년을 보냈고, 팀의 주축 선수가 되었다. 그는 첫 시즌에 팀을 분데스리가 4위로 올렸다. 팀이 리즈 유나이티드 AFC와의 UEFA 챔피언스리그 예선에서 패한 뒤, 헤슬러와 그의 팀원들은 UEFA컵에 참가하였다. 그러나 1860 뮌헨은 또다시 3라운드 통과에 실패하였다. 이어지는 2년간 클럽은 UEFA 인터토토컵에 참가하였으나, 큰 성공을 거두지 못하였다. 2002-03 시즌이 종료된 후, 헤슬러는 뮌헨을 떠나 오스트리아로 이적하였다.

### SV 잘츠부르크 (2003–2004)
2003년, 헤슬러는 오스트리아의 SV 잘츠부르크와 계약하였다. 그는 19경기에 출전하여 팀을 7위에 올렸고, 시즌이 종료되자 은퇴하였다.
헤슬러는 현역 기간 동안 539경기에 출전하여 18골을 득점하였고, 1989년과 1992년에 두 번 독일 올해의 축구 선수로 선정되었다. 그는 비록 가장 훌륭한 독일의 축구 선수들 중 하나로 손꼽히나, 단 한개의 메이저 클럽 타이틀도 획득하지 못하였다. 가장 우승헤 근접했을 때는 1. FC 쾰른으로 1986년 UEFA컵 준우승, AS 로마 소속으로 1992년 코파 이탈리아 준우승, 카를스루에 SC 소속으로 1996년 DFB-포칼 준우승이었다.

## 국가대표팀 경력
독일 국가대표팀 일원으로 101경기 출장, 11득점을 기록하였다. 두번의 메이저 대회 우승(1990년 FIFA 월드컵, UEFA 유로 1996) 이외에도, 그는 1994년 FIFA 월드컵과 1998년 FIFA 월드컵에 참가하였고, UEFA 유로 1992와 UEFA 유로 2000에도 참가하였다.
그는 1988년 하계 올림픽에서 서독 축구 대표로 참가하여 동메달을 획득하기도 하였다. 그는 UEFA 유로 1992 당시에 독일 대표팀의 주축 선수로 1986년 FIFA 월드컵의 디에고 마라도나처럼 빼어난 활약을 펼쳤다. 그는 프리킥 스페셜리스트로써의 능력, 지치지 않는 체력, 현란한 드리블을 보였다.

## 경력 통계

### 클럽 기록
| 클럽 경력  | 클럽 경력           | 클럽 경력  | 리그 | 리그 | 컵            | 컵            | 리그컵 | 리그컵 | 클럽대항전 | 클럽대항전 | 합계 | 합계 |
| 시즌       | 클럽                | 리그       | 출장 | 골   | 출장          | 골            | 출장   | 골     | 출장       | 골         | 출장 | 골   |
| 독일       | 독일                | 독일       | 리그 | 리그 | DFB-포칼      | DFB-포칼      | 리그컵 | 리그컵 | 유럽대항전 | 유럽대항전 | 합계 | 합계 |
| ---------- | ------------------- | ---------- | ---- | ---- | ------------- | ------------- | ------ | ------ | ---------- | ---------- | ---- | ---- |
| 1984–85    | 1. FC 쾰른          | 분데스리가 | 6    | 0    |               |               |        |        |            |            |      |      |
| 1985–86    | 1. FC 쾰른          | 분데스리가 | 21   | 0    |               |               |        |        |            |            |      |      |
| 1986-87    | 1. FC 쾰른          | 분데스리가 | 21   | 1    |               |               |        |        |            |            |      |      |
| 1987-88    | 1. FC 쾰른          | 분데스리가 | 34   | 5    |               |               |        |        |            |            |      |      |
| 1988-89    | 1. FC 쾰른          | 분데스리가 | 33   | 5    |               |               |        |        |            |            |      |      |
| 1989-90    | 1. FC 쾰른          | 분데스리가 | 34   | 6    |               |               |        |        |            |            |      |      |
| 이탈리아   | 이탈리아            | 이탈리아   | 리그 | 리그 | 코파 이탈리아 | 코파 이탈리아 | 리그컵 | 리그컵 | 유럽대항전 | 유럽대항전 | 합계 | 합계 |
| 1990–91    | 유벤투스 FC         | 세리에 A   | 32   | 1    |               |               |        |        |            | 1          |      |      |
| 1991–92    | AS 로마             | 세리에 A   | 32   | 3    |               |               |        |        |            |            |      |      |
| 1992–93    | AS 로마             | 세리에 A   | 26   | 6    |               |               |        |        |            | 2          |      |      |
| 1993–94    | AS 로마             | 세리에 A   | 30   | 2    |               |               |        |        |            |            |      |      |
| 독일       | 독일                | 독일       | 리그 | 리그 | DFB-포칼      | DFB-포칼      | 리그컵 | 리그컵 | 유럽대항전 | 유럽대항전 | 합계 | 합계 |
| 1994–95    | 카를스루에 SC       | 분데스리가 | 33   | 3    | 4             | 1             | –      | –      | –          | –          | 37   | 4    |
| 1995–96    | 카를스루에 SC       | 분데스리가 | 34   | 8    | 6             | 4             | –      | –      |            | 2          |      | 14   |
| 1996–97    | 카를스루에 SC       | 분데스리가 | 17   | 5    | 4             | 1             | –      | –      |            | 4          |      | 10   |
| 1997–98    | 카를스루에 SC       | 분데스리가 | 34   | 12   | 2             | 1             | 2      | 0      | 6          | 3          | 44   | 16   |
| 1998–99    | 보루시아 도르트문트 | 분데스리가 | 18   | 2    | 1             | 1             | –      | –      | –          | –          | 19   | 3    |
| 1999–00    | TSV 1860 뮌헨       | 분데스리가 | 33   | 8    | 2             | 0             | –      | –      | –          | –          | 35   | 8    |
| 2000–01    | TSV 1860 뮌헨       | 분데스리가 | 32   | 7    | 3             | 0             | 1      | 0      | 8          | 1          | 44   | 8    |
| 2001–02    | TSV 1860 뮌헨       | 분데스리가 | 29   | 6    | 3             | 1             | –      | –      |            | 2          |      | 9    |
| 2002–03    | TSV 1860 뮌헨       | 분데스리가 | 21   | 0    | 3             | 1             | –      | –      |            | 0          |      | 1    |
| 오스트리아 | 오스트리아          | 오스트리아 | 리그 | 리그 | ÖFB-컵        | ÖFB-컵        | 리그컵 | 리그컵 | 유럽대항전 | 유럽대항전 | 합계 | 합계 |
| 2003–04    | SV 잘츠부르크       | 분데스리가 | 19   | 1    |               | 0             | –      | –      | 3          | 1          |      | 2    |
| 합계       | 독일                | 독일       | 400  | 68   |               |               |        |        |            |            |      |      |
| 합계       | 이탈리아            | 이탈리아   | 120  | 12   |               |               |        |        |            |            |      |      |
| 합계       | 오스트리아          | 오스트리아 | 19   | 1    |               |               |        |        |            |            |      |      |
| 경력 합계  | 경력 합계           | 경력 합계  | 539  | 81   |               |               |        |        |            |            |      |      |

### 국가대표팀 출장 기록
| 독일 축구 국가대표팀 | 독일 축구 국가대표팀 | 독일 축구 국가대표팀 |
| 연도                 | 출장                 | 골                   |
| -------------------- | -------------------- | -------------------- |
| 1988                 | 2                    | 0                    |
| 1989                 | 6                    | 1                    |
| 1990                 | 12                   | 0                    |
| 1991                 | 5                    | 1                    |
| 1992                 | 13                   | 4                    |
| 1993                 | 7                    | 0                    |
| 1994                 | 14                   | 0                    |
| 1995                 | 10                   | 2                    |
| 1996                 | 14                   | 2                    |
| 1997                 | 5                    | 1                    |
| 1998                 | 9                    | 0                    |
| 1999                 | 0                    | 0                    |
| 2000                 | 4                    | 0                    |
| 합계                 | 101                  | 11                   |

### 국가대표팀 득점 기록
아래의 점수에서 왼쪽의 점수가 독일의 점수이다.
| #   | 날짜             | 경기장                             | 상대           | 점수 | 최종결과 | 대회                    |
| --- | ---------------- | ---------------------------------- | -------------- | ---- | -------- | ----------------------- |
| 1.  | 1989년 11월 15일 | 뮌게르스도퍼 슈타디온, 쾰른        | 웨일스         | 2–1  | 2–1      | 1990년 FIFA 월드컵 예선 |
| 2.  | 1991년 12월 18일 | 울리히-하벌란트-슈타디온, 레버쿠젠 | 룩셈부르크     | 4–0  | 4–0      | UEFA 유로 1992 예선     |
| 3.  | 1992년 4월 22일  | 스타디온 에덴, 프라하              | 체코슬로바키아 | 1–0  | 1–1      | 친선경기                |
| 4.  | 1992년 6월 12일  | 이드롯스파르켄, 노르셰핑           | 독립 국가 연합 | 1–1  | 1–1      | UEFA 유로 1992          |
| 5.  | 1992년 6월 21일  | 로순다 스타디온, 스톡홀름          | 스웨덴         | 1–0  | 3–2      | UEFA 유로 1992          |
| 6.  | 1992년 12월 20일 | 에스타디오 센테나리오, 몬테비데오  | 우루과이       | 3–0  | 4–1      | 친선경기                |
| 7.  | 1995년 6월 23일  | 방크도르프슈타디온, 베른           | 스위스         | 1–0  | 2–1      | 친선경기                |
| 8.  | 1995년 11월 15일 | 올림피아슈타디온, 베를린           | 불가리아       | 2–1  | 3–1      | UEFA 유로 1996 예선     |
| 9.  | 1996년 10월 9일  | 라즈단 경기장, 예레반              | 아르메니아     | 1–0  | 5–1      | 1998년 FIFA 월드컵 예선 |
| 10. | 1996년 10월 9일  | 라즈단 경기장, 예레반              | 아르메니아     | 3–0  | 5–1      | 1998년 FIFA 월드컵 예선 |
| 11. | 1997년 9월 10일  | 베스트팔렌슈타디온, 도르트문트     | 아르메니아     | 3–0  | 4–0      | 1998년 FIFA 월드컵 예선 |

## 감독 경력
헤슬러는 1. FC 쾰른의 수석 코치이다. 그는 이전에 베르티 포크츠가 나이지리아 국가대표팀의 감독이었던 시절에 나이지리아 수석코치를 맡았으나, 같은 시기에 나이지리아 축구 협회에 의해 해임되었다.
헤슬러는 2010년 6월, 스코틀랜드 프리미어리그의 킬마녹 FC와 감독직 협상을 하기도 하였다.

## 수상 내역

### 클럽
- UEFA컵 준우승: 1985-86
- 분데스리가 준우승: 1988-89, 1989-90
- 코파 이탈리아 준우승: 1992-93
- DFB-포칼 준우승: 1995-96

### 국가대표팀
- FIFA 월드컵: 1990년 FIFA 월드컵
- UEFA 유럽 축구 선수권 대회:
  - 우승: 1996
  - 준우승: 1992

### 개인
- 독일 올해의 축구 선수: 1989, 1992
- FIFA 올해의 선수 3위: 1992

## 기타 정보
헤슬러의 별칭은 "이케"(Icke)로 그가 나(Ich)를 부를 때의 특유 베를린 방언에서 유래하였다. 1996년 3월 MTM 뮤직이라는 앨범을 발매하기도 하였다.

## 같이 보기
- A매치 100경기 이상 출전한 축구 선수 명단